# Ammodytoides leptus
Ammodytoides leptus es una especie de peces de la familia Ammodytidae.

## Morfología
Los machos pueden llegar alcanzar los 12,7 cm de longitud total.

## Distribución geográfica
Se encuentra en Pitcairn.